# کلمنت گوتوالد
کلمنت گوتوالد (چکی: Klement Gottwald) (زاده ۲۳ نوامبر ۱۸۹۶ – درگذشته ۱۴ مارس ۱۹۵۳) اولین رئیس‌جمهور کمونیست چکسلواکی بود.
گوتوالد در سال ۱۹۲۱ از بنیانگذاران حزب کمونیست چکسلواکی  بود.
وی در سال ۱۹۴۸ انقلابی را رهبری کرد و از ۱۹۴۸ تا ۱۹۵۳ به عنوان رئیس‌جمهور چکسلواکی فعالیت کرد.

## زندگی‌نامه
در ۲۵ فوریه ۱۹۴۸، زمانی‌که کمونیست‌ها در چک اسلواکی قدرت را در دست گرفتند، خرابی وضع اقتصادی و کاهش مصیبت بار تولید کشاورزی در سال ۱۹۴۷ به کمونیست‌ها فرصت داد که موقعیت خود را در چک‌اسلواکی مستحکم کنند. دولت چک اسلواکی به علت مخالفت مسکو نتوانست از طرح مارشال استفاده کند و اوضاع اقتصادی کشور را سروسامان دهد. ژان مازاریک وزیر امور خارجه چک اسلواکی از آمریکا خواست به دور از طرح مارشال به این کشور کمک کند ولی آمریکا پیشنهاد او را نپذیرفت.
دوازده وزیر کمونیست عضو کابینه به رهبری «کلمنت گوتوالد» که نخست‌وزیر بود با دوازده وزیر به اصطلاح «بوژوا» و دو وزیر سوسیال دموکرات به مخالفت برخاستند.
حزب کمونیست چکسلواکی نگران آن بود که در انتخابات ماه مه احزاب راست شرایطی برای پیروزی خود به دست آورند از سوی دیگر خواسته‌های «اسلواکی» اوضاع را وخیم‌تر کرد.

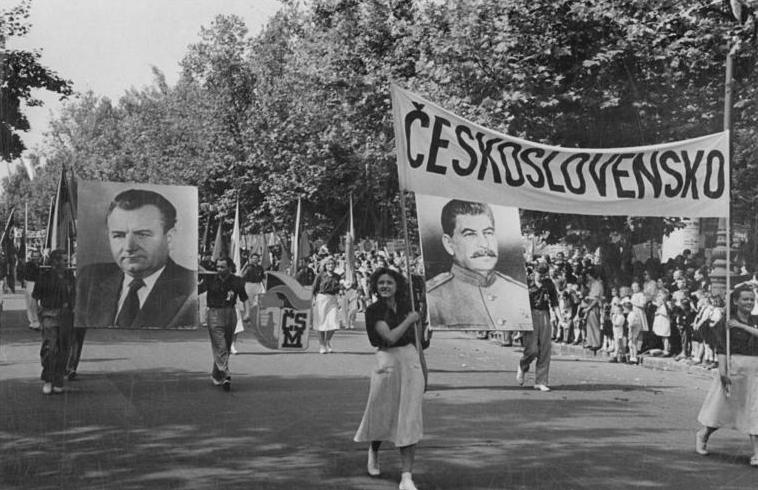

وزرای غیر کمونیست از وزیر کشور خواستند که اعضای پلیس فقط از کمونیست‌ها نباشد ولی وزیر کشور به این خواسته توجه نکرد و نفرات پلیس را فقط از میان کمونیست‌ها استخدام کرد. وزرای غیر کمونیست در برابر چنین شرایطی دسته جمعی استعفا دادند. ادوارد بنش رئیس‌جمهوری چک اسلواکی اجباراً از «گوتوالد» نخست‌وزیر که کمونیست بود خواست استعفا دهد.
حزب کمونیست چکسلواکی به «بنش» هشدار داد که در کشور اعتصاب عمومی برپا خواهد کرد و کارخانه‌ها و دفاتر روزنامه‌ها را اشغال می‌کند.
در پی این وقایع در روزهای نیمه دوم ماه فوریه ۱۹۴۸ نیروهای نظامی کارگری به رهبری حزب کمونیست چکسلواکی ساختمان‌های کلیدی دولتی را اشغال کردند؛ که این حرکت به نام انقلاب فوریه یا از سوی مخالفان کودتای فوریه ۱۹۴۸ نام گرفت.
وزیر کشور کمونیست مرز چک اسلواکی و اتریش را بست و پلیس دفاتر احزاب غیر کمونیست را اشغال کرد. در چنین شرایطی سوسیال دموکرات‌ها با کمونیست‌ها متحد شدند و طرح واحدی را برای اداره کشور پیشنهاد کردند. «گوتوالد» به دکتر بنش گفت با احزاب دیگر دولت تشکیل نخواهد داد، بلکه دولت چک اسلواکی باید «دولت کارگران» باشد. «بنش» استعفای دسته جمعی وزرای معتدل را پذیرفت. دانشجویان علیه روش کمونیست‌ها تظاهرات کردند و پلیس تظاهرات ۱۵هزار نفری آن‌ها را سرکوب کرد.
«مازاریک» وزیر امور خارجه باقی‌ماندو دکتر بنش برخلاف میل باطنی اش دولت جدید گوتوالد را به رسمیت شناخت ولی از سمت خود استعفا داد و به خانه ییلاقی‌اش رفت.
«گوتوالد» بسیاری از افراد را در سمت‌های عالی دولتی تغییر داد و کمونیستها را به جای آن‌ها قرار داد. یک کمیسیون تصفیه برای کنار زدن به اصطلاح افراد بوژوا به ریاست دبیرکل حزب کمونیست چکسلواکی «رودلف اسلانسکی» تشکیل شد.
پلیس گروه زیادی را بازداشت کرد. وزیر کشور سابق که به اصطلاح بوژوا بود کشته شد و «گوتوالد» اعلام کرد که قانون اساسی چک اسلواکی را تغییر می‌دهد. بدین ترتیب کشور چک اسلواکی جزو بلوک کمونیستی قرار گرفت.
در پی پیروزی انقلاب ۱۹۴۸ کشورهای بلوک غرب به هدف جلوگیری از گسترش این موج انقلاب‌ها تصمیم به تشکیل پیمان ناتو گرفتند که در سال ۱۹۴۹ تشکیل شد.
شیوه‌های بکار گرفته شده توسط گوتوالد استالینیستی یعنی به دنباله روی از سیاست‌های ژوزف استالین بود.
در ۳ دسامبر ۱۹۵۲ رودلف اسلانسکی، ولادیمیر کلمنتیس و ۱۲ تن دیگر از رهبران انقلاب فوریه ۱۹۴۸ در دادگاهی نمایشی به حکم دولت وی اعدام شدند.